# Portrait de Zinaïda Ioussoupova
Portrait de Zinaïda Ioussoupova ou Portrait de Zénaïde Youssoupoff (en russe : Портрет Юсупова, Зинаида Николаевна) est un tableau de Valentin Serov, un de ses portraits les plus connus.
La princesse Zénaïde Youssoupoff est représentée à l'intérieur du Palais Ioussoupov de la Moïka à Saint-Pétersbourg. 
Ce tableau est exposé pour la première fois à l'exposition du mouvement Mir iskousstva, au début de l'année 1902, à Saint-Pétersbourg. Il est à la source de plusieurs critiques : Igor Grabar considérait que le point faible du tableau était la composition ; le critique d'art Boris Ternovets trouvait la pose de la modèle artificielle, peu explicable. 
Ce portrait, comme d'autres, fait partie de ceux consacrés par Serov à la famille Ioussoupov : Portrait de Felix Felixovitch Soumarokov-Elston à cheval, Portrait de Félix Ioussoupov avec un bouledogue, Portrait de Nicolas Youssoupoff. Il est exposé au Musée russe de Saint-Pétersbourg depuis 1925. Précédemment, il faisait partie de la collection du prince Felix Felixovitch Soumarokov-Elston. Serov a peint plusieurs autres portraits de la princesse qui sont de nature plus intimes.

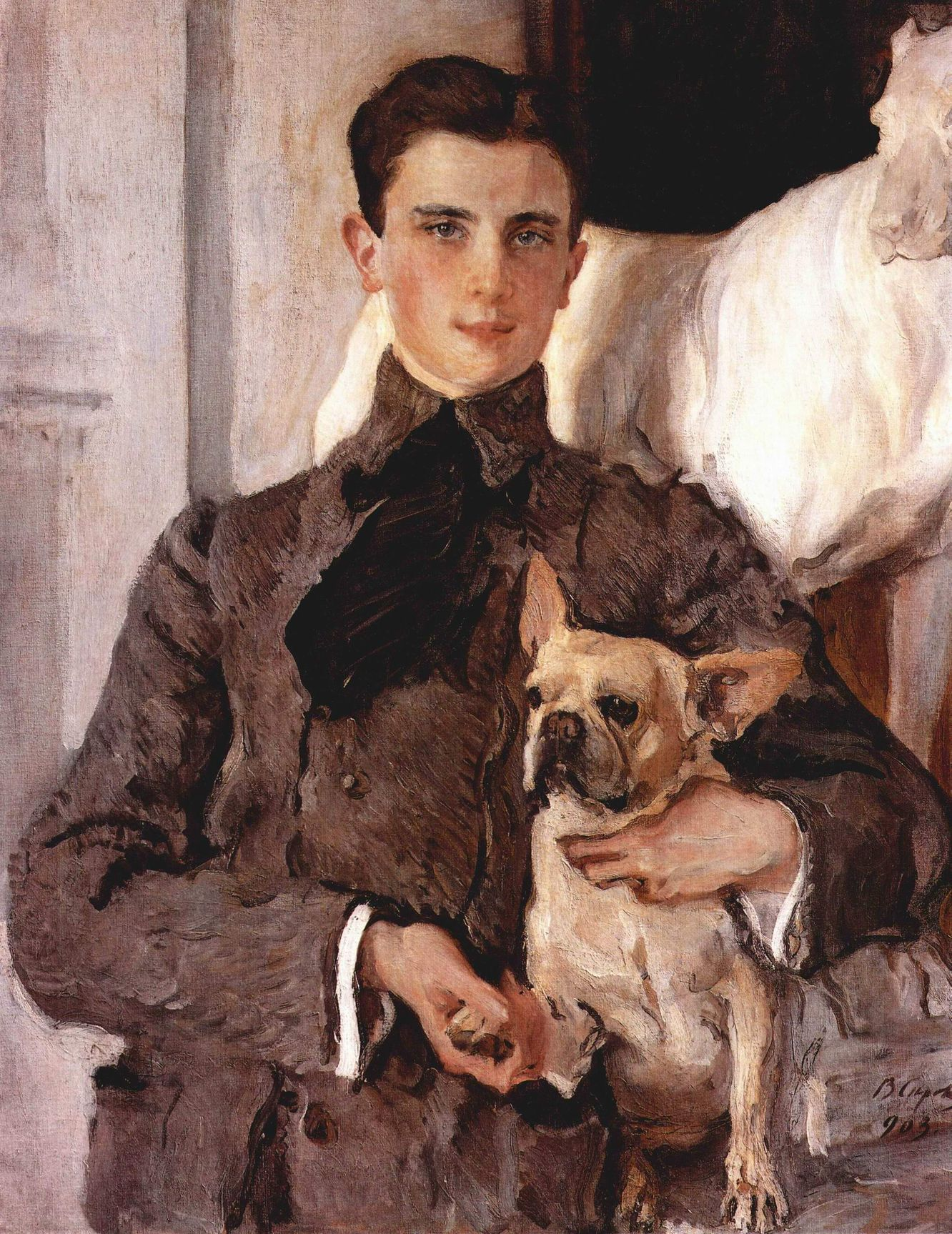
Portrait de Félix Ioussoupov (avec un bouledogue), fils de Zinaïda Ioussoupova, peint en 1903 par Valentin Serov (peinture à l’huile, Musée russe de Saint-Pétersbourg)

Dans ce portrait la beauté vient surtout des coloris dont les combinaisons de tons perle accentuent la grâce naturelle et la beauté de la princesse. 